# Leila Ahmed
Leila Ahmed (Arabisch: لیلى أحمد) (Caïro,1940) is een Egyptisch-Amerikaans schrijfster over de islam en het moslimfeminisme. Ze werd in 1999 de eerste vrouwelijke professor in vrouwenstudies en religie op de Harvard Divinity School en ze bezet sinds 2003 de Victor S. Thomas Professor of Divinity chair.

## Biografie
Leila Ahmed werd in 1940 geboren in Heliopolis, een buitenwijk van Caïro als kind van een Egyptische vader uit de middenklasse en een Turkse moeder uit de bovenklasse. De kinderjaren van Ahmed werden gevormd door zowel islamitische Egyptische waarden als de liberale oriëntatie van de Egyptische aristocratie onder het ancien régime. De familie Ahmed werd politiek verstoten na de Free Officers Movement in 1952. Haar vader, een burgerlijk ingenieur, was een tegenstander van Gamal Abdel Nassers constructie van de Aswandam volgens ecologische principes.
Ahmed behaalde haar doctoraat aan de Universiteit van Cambridge in de jaren 1960 voordat zij naar de Verenigde Staten verhuisde om les te geven en te schrijven, waar ze in 1981 werd benoemd tot hoogleraar in vrouwenstudies en Nabije Oostenstudies aan de Universiteit van Massachusetts Amherst. In 1999 volgde een hoogleraarschap in de vrouwenstudies en religie aan de Harvard Divinity School waar ze momenteel nog steeds doceert.
Behalve een aantal artikels schreef Ahmed verschillende boeken: Edward William Lane: A Study of His Life and Work and of British Ideas of the Middle East in the Nineteenth Century (1978), Women and Gender in Islam: The Historical Roots of a Modern Debate (1992) en A Border Passage: From Cairo to America—A Woman's Journey (1999). Haar nieuwste boek A Quiet Revolution: The Veil's Resurgence, from the Middle East to America, werd alom geprezen en was in 2013 de winnaar van de Grawemeyer Award in Religion van de University of Louisville.

## Belangrijke werken

### A Border Passage(1999)
In haar memoires A Border Passage uit 1999 beschrijft Ahmed haar multiculturele opvoeding in Caïro en haar volwassen leven als een emigrant en een immigrant in Europa en de Verenigde Staten. Ze vertelt over hoe ze in haar jeugd kennismaakte met de islam via haar grootmoeder en het ging onderscheiden van de 'officiële islam', zoals gepraktiseerd en gepredikt door een grotendeels mannelijke religieuze elite. Dit zou later de basis vormen van haar eerste veelgeprezen boek Women and Gender in Islam (1992), een baanbrekend werk over de geschiedenis van de islam, moslimfeminisme en de historische rol van vrouwen in de islam.
Ahmed spreekt over haar ervaringen in Europa en de Verenigde Staten, die vaak gespannen en verwarrend waren toen ze probeerde haar islamitische Egyptische identiteit te verzoenen met westerse waarden. Geconfronteerd met racisme en antimoslimvooroordelen en na het ontleden van traditionele op de man gerichte opvattingen in haar eigen cultuur, wilde ze alle schadelijke mythen en misvattingen van het Westen over de islam en moslimvrouwen verdrijven. Tegenwoordig staat Ahmed misschien het meest bekend om haar baanbrekende werk over de islamitische kijk op vrouwen en hun historische en sociale status in de moslimwereld.
Ahmed was een sterke criticus van het Arabisch nationalisme in Egypte en het Midden-Oosten. Ze wijdt een heel hoofdstuk in haar autobiografie aan de kwestie van het Arabische nationalisme en de politieke factoren en inspanningen die zijn geleverd om een Arabische identiteit voor Egypte op te bouwen na de staatsgreep van het leger. Volgens het onderzoek van Ahmed was het idee dat Egyptenaren 'Arabisch' waren vrijwel ongehoord tot ver in de 20ste eeuw. Ze beschrijft het Arabische nationalisme, net als vele andere vormen van pan-nationalisme, als een soort cultuurimperialisme. Dit cultuurimperialisme vreet aan de diversiteit en culturele creativiteit van niet alleen de Arabisch sprekende nationale meerderheden (die vaak wijd uiteenlopende taal spreken), maar ook de niet-Arabisch sprekende minderheden in het Midden-Oosten en Noord-Afrika.

### Women and Gender in Islam(1992)
In haar baanbrekend werk, Women and Gender in Islam (1992), betoogt Ahmed dat de onderdrukkende praktijken waaraan vrouwen in het Midden-Oosten worden blootgesteld, worden veroorzaakt door de prevalentie van patriarchale interpretaties van de islam in plaats van de islam zelf. Ze beweert dat toen de islam evolueerde, er twee uiteenlopende stemmen in de religie naar voren kwamen:
1. Een ethische structuur die pleit voor de morele en geestelijke gelijkheid van alle mensen.
2. Een hiërarchische structuur als basis voor relaties tussen mannen en vrouwen, een op geslacht gebaseerde hiërarchie.

De islamitische doctrine ontwikkelde zich binnen een androcentrische, misogynistische samenleving, die van het Kalifaat van de Abbasiden, waarvan de gebruiken grotendeels werden overgenomen van de dynastie van de Sassaniden nadat deze veroverd waren. Deze maatschappij benadrukte en institutionaliseerde de geslachtsgebonden hiërarchische stem en bracht de stem van billijkheid en rechtvaardigheid tot zwijgen. Islam als religie werd daarom een discours van de politiek dominante elite, d.w.z. mannelijke samenleving. Er waren vroege tekenen van verzet tegen de vestiging van de islam, bijvoorbeeld de ideeën van soefi- en Karmathiangroepen, filosofen zoals Abu Bakr ibn al-Arabi en de liberale houding van machtige families en individuen tegenover hun dochters met betrekking tot huwelijk en opvoeding (bijvoorbeeld het opleggen van een monogamieverplichting in huwelijkscontracten of het zorgen voor privéonderwijs).
Ondanks deze weerstand ondervond het islamitische establishment weinig serieuze tegenstand tot het begin van de negentiende-eeuwse koloniale aantasting. De Europese kolonisatie was in wezen economisch, vrouwelijke emancipatie werd echter gebruikt als argument voor een legitieme geopolitieke inval. Het koloniale feminisme was een westerse redevoering van dominantie dat "het idee introduceerde dat er een intrinsieke connectie bestond tussen de kwestie van cultuur en de status van vrouwen en dat vooruitgang voor vrouwen alleen bereikt kon worden door de inheemse cultuur te verlaten." 
Onvermijdelijk was de eerste reactie hierop een afwijzing van westerse waarden door politieke islamieten. Deze afwijzing betrof de samenvoeging van de islam en de cultuur waarin de islamitische authenticiteit werd gedefinieerd in termen van culturele authenticiteit en specifiek de rol van vrouwen binnen de islam. Dit leidde tot een herbevestiging van inheemse gebruiken met betrekking tot vrouwen en het herstel van de gewoonten en wetten van vroegere islamitische samenlevingen. De onderliggende veronderstelling was dat er een authentieke interpretatie van de islam bestaat die is gebaseerd op de teksten en instellingen die in Abbasidisch Irak zijn ontwikkeld. Volgens dergelijke veronderstellingen is de betekenis van het geslacht en de positie van vrouwen binnen de islam "ondubbelzinnig en in zekere en absolute zin vast te stellen."
Sinds deze eerste reactie hebben vrouwelijke moslimgeleerden betoogd dat de waarden van het Abbasidisch tijdperk in Irak niet universeel zijn voor de islam - eerder waren ze specifiek voor een bepaalde tijd, cultuur en samenleving. Islamitische teksten en instellingen moeten gescheiden worden van patriarchale cultuur en opnieuw worden beoordeeld in termen van verdienste en luisteren naar de stem van gelijkheid en rechtvaardigheid. Ahmed besluit met het aansporen van feministen, zowel moslims als westerse, om deze taak op zich te nemen door het gevarieerde religieuze en culturele erfgoed van het Midden-Oosten kritisch onder de aandacht te brengen, uit te dagen en te herdefiniëren.

### Boeken en andere bijdragen
- Edward W. Lane: A study of his life and works and of British ideas of the Middle East in the Nineteenth century. London: Longman (1978)
- "A Traditional Ceremony in an Islamic Milieu in Malaysia", in Muslim Women (1984)
- “Between Two Worlds: The Formation of a Turn-of-the-Century Egyptian Feminist”, in Life/Lines: Theorizing Women’s Autobiography (1988)
- “Arab Women: 1995”, in The Next Arab Decade: Alternative Futures (1988)
- “Feminism and Cross-Cultural Inquiry: The terms of discourse in Islam" In Coming to Terms: Feminism, Theory and Politics. Ed. Elizabeth Weed. New York: Routledge (1989)
- Women and Gender in Islam: Historical Roots of a Modern Debate. New Haven: Yale University Press (1992)
- A Border Passage: From Cairo to America—A Woman's Journey. New York: Farrar Straus & Giroux (1999)
- A Quiet Revolution: The Veil's Resurgence, from the Middle East to America. New Haven. Yale University Press (2011)

### Artikels
- “Women in the rise of Islam.” The new Voices of Islam : Rethinking Politics and Modernity : a Reader. Ed. Mehran Kamrava. Berkeley, CA: University of California Press, 2006. 177-200.
- “The Discourse of the Veil.” Post Colonialisms: an Anthology of Cultural Theory and Criticism. Ed. Gaurav Desai and Supriya Nair. New Brunswick, NJ: Rutgers University Press, 2005. 315-338.
- “The Veil Debate Again: a View from America in the Early Twenty-first Century”. On Shifting Ground: Muslim Women in the Global Era. Ed. Fereshteh Nourale-Simone. New York: Feminist Press at the City University of New York, 2005.
- “Gender and literacy in Islam.” Nothing Sacred: Women Respond to Religious Fundamentalism and Terror. Ed. Betsy Reed. New York: Thunder’s Mouth Press/Nation Books, 2002.
- “The Women of Islam”. Transition 83 (2000): 78-97.
- “Early Islam and the position of Women: the problem of interpretation.” Women in Middle Eastern History: Shifting Boundaries in Sex and Gender. Ed. Nikki R. Keddie, Beth Baron. New Haven: Yale University Press, 1993.
- “Arab Culture and Writing Woman’s Bodies.” Gender Issues 9.1 (1 maart 1989): 41-55.
- “Women and the Advent of Islam.” Signs 11.4 (zomer 1986): 665-691.
- “Feminism and Feminist Movements in the Middle East, a Preliminary Exploration: Turkey, Egypt, Algeria, People’s Democratic Republic of Yemen.” Women and Islam. Ed. Ellen Skinner. Virginia: Pergamon Press: 1982. 153.
- “Western Ethnocentrism and Perceptions of the Harem.” Feminist Studies 8.3 (herfst 1982): 521-534.
- Ahmed, Leila, Krishna Ahooja-Patel, Charlotte Bunch, Nilufer Cagatay, Ursula Funk, Dafna N. Izraeli, Margaret McIntosh, Helen I. Safa, and Aline K. Wong. “Comments on Tinker’s ‘A Feminist view of Copenhagen”. Signs 6.4 (zomer 1981): 771-790.
- “Encounter with American Feminism: A Muslim Woman’s View of Two Conferences”. Women’s Studies Newsletter 8.3 (zomer 1980): 7-9.

### Films
- Ahmed was adviseur voor de prijswinnende documentaire Muhammad: Legacy of a Prophet (2002), uitgezonden door PBS en geproduceerd door Unity Productions Foundation.